# Spessartita (roca)
|  | No s'ha de confondre amb la spessartina, un mineral silicat del grup dels granats.. |

La spessartita és una roca ígnia porfírica, varietat de lampròfir, constituïda per fenocristalls d'hornblenda, amb gens o poca olivina o piroxè amb una pasta dels mateixos minerals, amb plagiòclasi més abundant que els feldespat alcalí. El nom prové de Spessart, localitat de Baviera, Alemanya.